# Mein Bruder war ein Flieger

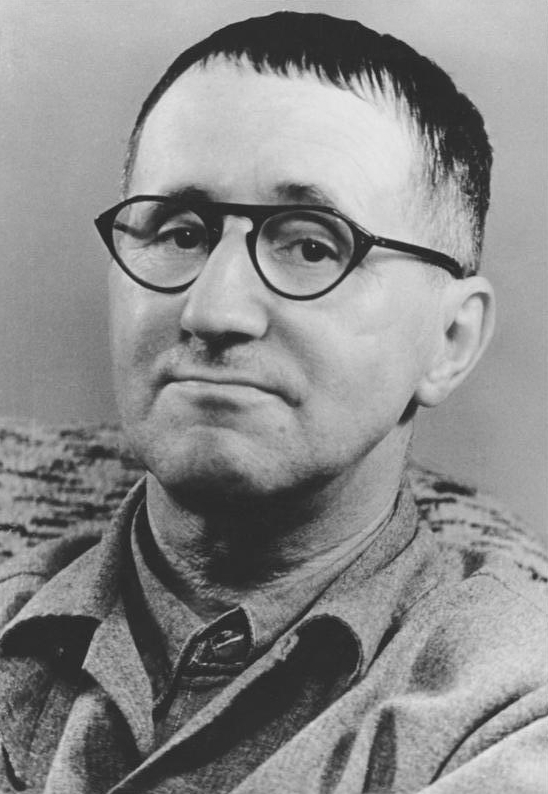
Bertolt Brecht

Mein Bruder war ein Flieger ist der Titel eines Gedichts von Bertolt Brecht. Es entstand vermutlich im Frühling 1937 und wurde von Hanns Eisler unter dem Titel Spanisches Liedchen 1937 vertont. Sein Thema ist die Beteiligung der Legion Condor auf der Seite der Franquisten im Spanischen Bürgerkrieg.

## Entstehungs- und Veröffentlichungsgeschichte
Brecht lebte seit 1933 in Svendborg im dänischen Exil. Dort erhielt er mehrmals längere Arbeitsbesuche von dem Komponisten Hanns Eisler, mit dem er eng zusammenarbeitete. Im Januar 1937 besuchte Eisler in Murcia die Internationalen Brigaden, die im Spanischen Bürgerkrieg kämpften, und fuhr von dort nach Dänemark zu Brecht. Während seines Svendborger Aufenthalts von Ende Januar bis September 1937 ist wahrscheinlich Mein Bruder war ein Flieger entstanden. Für Eislers Vertonung des Werks wird der Mai 1937 als Entstehungszeit vermutet. Brecht arbeitete damals unter anderem an einem Drama zum Spanischen Bürgerkrieg, Die Gewehre der Frau Carrar.

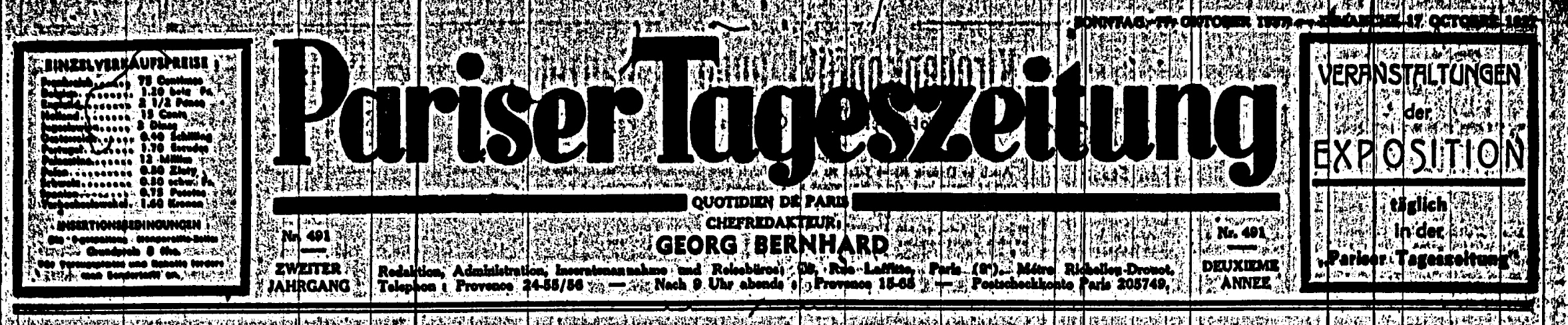
Der Titelseitenkopf der Pariser Tageszeitung

 Zum ersten Mal im Druck erschien das Gedicht in der Sonntags-Beilage der Pariser Tageszeitung vom 17. Oktober 1937, einer deutschsprachigen Exilzeitung, der Nachfolgepublikation des Pariser Tageblatts. Zu dieser Zeit hielten sich Brecht und seine Frau Helene Weigel in Paris auf, weil sie an der dortigen Uraufführung der Gewehre der Frau Carrar (16. Oktober) beteiligt waren. Der Erstdruck weicht in mehrfacher Hinsicht von den späteren Drucken ab: Das Gedicht trägt hier die Überschrift „Mein Bruder, der Flieger“, dem ersten Vers vorangestellt ist eine Anmerkung zum Anlass der Veröffentlichung: „Zu der Pariser Aufführung von Brechts ‚Die Gewehre der Frau Carrar‘“. Vor allem aber sind in der zweiten Strophe Textvarianten zu erkennen. Es wird hier Präteritum verwendet: „Mein Bruder war ein Eroberer“ und „Grund und Boden zu kriegen war bei uns ein alter Traum“. Beide „war“ hat Brecht in allen folgenden, von ihm selbst korrigierten und genehmigten Veröffentlichungen durch „ist“ ersetzt. Ferner folgt auf die beiden ersten Verse der Strophen 1 und 2 jeweils ein Doppelpunkt, was ebenfalls in keine spätere Fassung übernommen wurde. Gezeichnet ist das Gedicht im Erstdruck mit „BRECHT“ (in Versalien). Die Nummer enthält zudem auf S. 5 eine von R. Br. (= Robert Breuer) verfasste Rezension der Uraufführung der Gewehre der Frau Carrar und auf S. 4 eine Anzeige der „vorläufig letzten Aufführung“ am Erscheinungstag der Zeitung. Dort wird darauf verwiesen, dass das Beiprogramm zum Stück auch „Songs und Balladen“ enthalte, mit Joseph Kosma am Flügel. Dies war typisch für den Druck von Gedichten in der Pariser Tageszeitung: Sie wurden meist bei aktuellen Gelegenheiten publiziert, in diesem Fall bei Gelegenheit der Aufführung der Gewehre der Frau Carrar und des zugehörigen Beiprogramms.
1939 nahm Brecht das Gedicht in eine im Malik-Verlag, der damals im Londoner Exil tätig war, publizierte Sammlung auf, die Svendborger Gedichte. In einer Abteilung Kinderlieder waren sechs Gedichte versammelt, unter denen sich auch Mein Bruder war ein Flieger befand.
Eislers Vertonung trug den Titel Spanisches Liedchen 1937. Seine Partitur enthält in etwa den Text aus den Svendborger Gedichten, weicht aber in einigen weniger bedeutenden Punkten davon ab.
Unter dem Titel Kalendergeschichten veröffentlichte Bertolt Brecht 1949 eine Sammlung von Prosatexten und Gedichten. Nach langer Zeit im Exil war das Brechts erste Publikation in Deutschland nach dem Zweiten Weltkrieg. In diese Sammlung wurde das Gedicht ebenfalls aufgenommen.
1949 vertonte Paul Dessau das Gedicht erneut für Gesang und Gitarre; es erschien zusammen mit vier weiteren Texten aus den Svendborger Gedichten 1950 in der Sammlung Fünf Kinderlieder. Eine Bearbeitung dieser Fassung für Frauenchor a cappella wurde 1954 geschaffen.

## Handlung
Es handelt sich um ein erzählendes Gedicht. Ein Pilot, der als „mein Bruder“ bezeichnet wird, erhält eine Nachricht, die ihn dazu bewegt, seine Sachen zu packen und „südwärts“ zu reisen. Dort tritt er als „Eroberer“ auf, da es „unserm Volke“ an Raum fehle. Doch erobert hat er sich nur einen Raum, der den Abmessungen eines Grabes entspricht, in der spanischen Sierra de Guadarrama.
Während in der ersten Strophe berichtet und damit im Präteritum eine fortschreitende Handlung erzählt wird (der Pilot bekam „eine Kart“, packte seine Sachen und ging auf die „Fahrt“), ändert sich die Redehaltung in den folgenden Teilen des Gedichts. Die zweite Strophe hat eher erörternden Charakter: Dem Handlungsträger wird, im Präsens, eine Eigenschaft zugesprochen („ist ein Eroberer“) und die Gründe für seine in der ersten Strophe berichtete Handlungsweise werden nachvollzogen. In der dritten Strophe wechselt die Redehaltung erneut: Nun wird, erneut im Präsens, ein bleibendes Endresultat ausgesprochen, zu dem die Handlung geführt hat. Der Bruder liegt nun in der Fremde in seinem Grab. Die entscheidenden Ereignisse, die zwischen den berichteten Handlungen und dem Endresultat liegen, werden ausgespart und der Leser muss sie sich vom Ergebnis her erschließen: Der Protagonist hat offenbar Kriegseinsätze geflogen, wurde abgeschossen, ist gestorben und wurde begraben. Es handelt sich also um ein Gedicht mit stark geraffter Erzählung.
Zugleich steht die Ergebnisschilderung in einem desillusionierenden Verhältnis insbesondere zur zweiten Strophe: Was der „Eroberer“ an „Raum“ und von dem erträumten „Grund und Boden“ tatsächlich gewonnen hat, ist nur ein Platz für seinen toten Körper. Heinz Graefe ordnet das Gedicht daher dem Typus des „erzählenden Pointengedichts“ zu, das seine Wirkung einer effektvoll gesetzten Pointe am Schluss des Textes verdankt. Filippomaria Pontani hat gezeigt, dass diese Pointe in Aischylos’ Drama Sieben gegen Theben einen antiken Vorgänger hat. Dort kämpfen die Brüder Eteokles und Polyneikes um den Besitz der Stadt Theben und sterben beide im Kampf. „Wie viel ein Grab deckt, bleibt des Landes denen noch“, heißt es in Droysens klassischer Übersetzung des Dramas. Pontani stellt die These auf, dass Brecht wahrscheinlich bei seiner Pointensetzung von Aischylos inspiriert war. Dafür spricht neben der bekannten Antikerezeption Brechts unter anderem das Motiv des Bruders, das beide Texte verbindet.
Silvia Schlenstedt betont die „lakonische Weise“, in der das Gedicht den Krieg thematisiert. Weder die Taten noch die Leiden oder Schrecken des Krieges werden ausgemalt, anders als in den meisten in der Exilpresse erschienenen Gedichten, die den Krieg zum Thema haben. Das Gedicht zielt nicht „allgemein auf die Anteilnahme für die Leiden der Opfer“, vielmehr, so Schlenstedt, auf eine „mit Konkretem argumentierende Reflexion des Interessenwiderspruchs zwischen faschistischer Herrschaft und denen, die ihre Befehle ausführen“. Thema sind die enttäuschten Hoffnungen des Fliegers, nicht die Leiden seiner Opfer.

## Geschichtlicher Zusammenhang

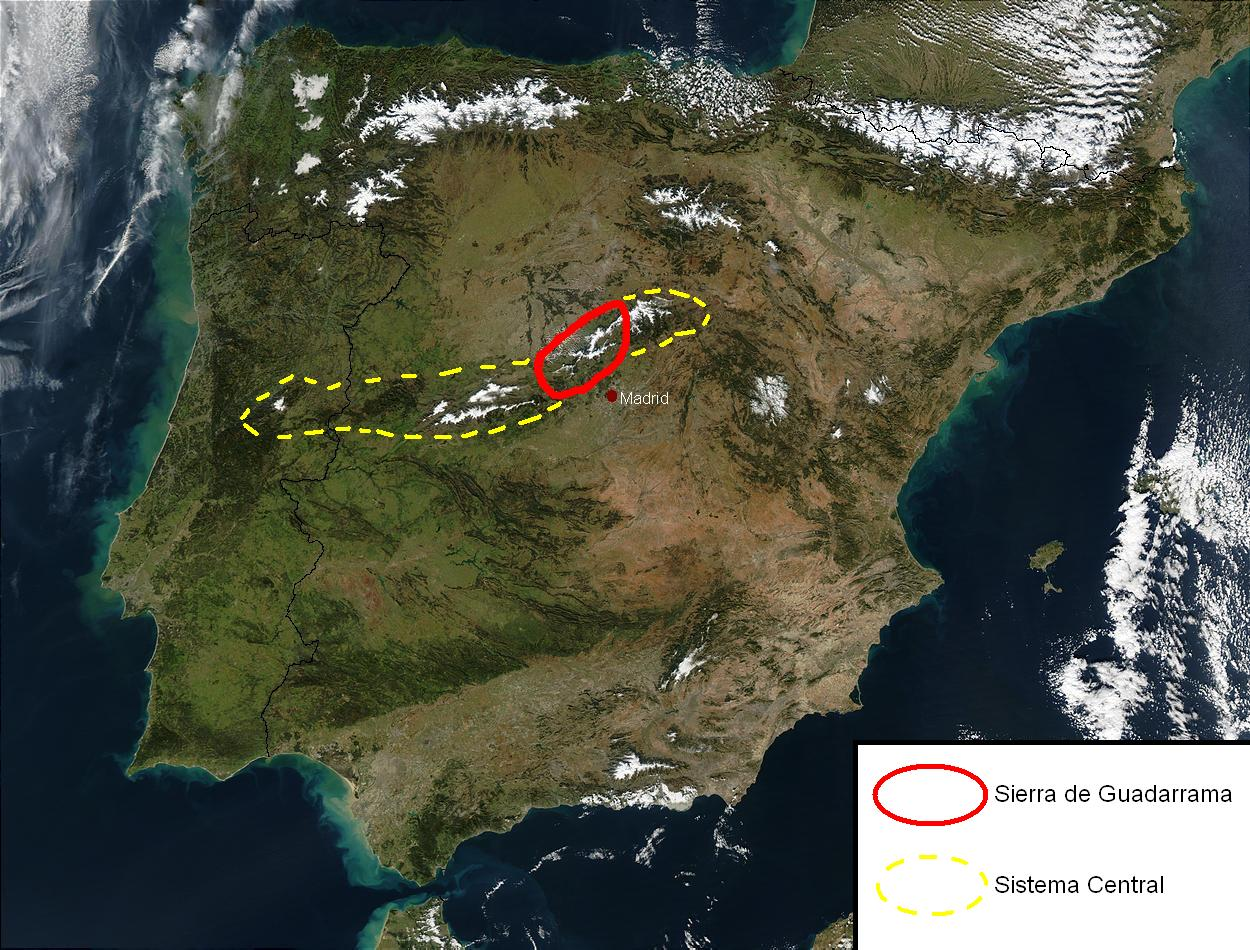
Lage der Sierra de Guadarrama

Brecht bietet in dem Gedicht, außer dem spanischen „Quadaramamassiv“, keine eindeutigen zeitlichen und örtlichen Bestimmungen für die Handlung. Der Veröffentlichungszeitpunkt (in Eislers Vertonung durch das Jahr „1937“ im Titel noch einmal betont) und verschiedene Formulierungen machen jedoch den historischen Bezug deutlich, der in den Jahren der Entstehung und der ersten Drucke für die Zeitgenossen noch unmittelbar einsichtig war. Die handelnde Figur („Mein Bruder“) ist offensichtlich der Legion Condor zuzurechnen, einer deutschen Luftwaffeneinheit, die seit 1936 zugunsten der Falange in den Spanischen Bürgerkrieg eingriff. Dies geschah unter strenger Geheimhaltung. Die Soldaten wurden in Zivilkleidung, getarnt als Urlauber im Rahmen des Programms Kraft durch Freude, an ihre Einsatzorte gebracht. Sie erhielten eine Kriegszulage, die ihnen insbesondere in Spanien ein üppiges Leben ermöglichte. Auf den so entstehenden „Abenteuer- und Zufallscharakter der Legionäre“ spielt die Schilderung in der ersten Strophe des Gedichts an. Trotz der Vorkehrungen zur Geheimhaltung wurde die Intervention des Deutschen Reichs frühzeitig bekannt, weil Arbeiter aus dem kommunistischen Widerstand in Hamburg die Verladearbeiten beobachteten und in einer Packkiste Fliegerbomben und Munition entdeckten.
Die Legion Condor griff in zahlreiche Schlachten des Spanischen Bürgerkriegs ein, darunter auch in der Sierra de Guadarrama, deren Kamm lange eine Frontlinie zwischen den republikanischen und den faschistischen Truppen war. In den Entstehungszeitraum des Gedichts fällt die spektakulärste Kriegsaktion der Legion Condor, der Luftangriff auf Guernica am 26. April 1937, bei dem in der Kleinstadt mehrere Hundert bis über 1000 Zivilisten getötet wurden. Die Bombardierung Guernicas löste internationale Empörung aus, die bekannteste künstlerische Anklage dieses Verbrechens war Picassos Gemälde Guernica.
Der Vers „Unserm Volke fehlts an Raum“ spielt an auf das Schlagwort „Volk ohne Raum“, das in der völkischen Literatur der Weimarer Republik geprägt wurde und von den Nationalsozialisten zur Rechtfertigung ihrer Eroberungsabsichten genutzt wurde.

## Formaler Bau
Das Gedicht besteht aus drei Strophen zu je vier Versen. Alle Strophen weisen einen unterbrochenen Kreuzreim auf, haben also das Reimschema abcb. Das Versmaß ist sehr frei gehandhabt. Als Basis lässt sich eine Volksliedstrophe mit dreihebigem Jambus ausmachen, doch wird das Schema häufig variiert: Die Anzahl der Hebungen variiert zwischen drei und vier, die Senkungen sind variabel gefüllt, einige Verse, insbesondere die mittleren Verse der Strophen, können auch trochäisch verstanden werden, also beginnend mit einer betonten Silbe. Edgar Bazing spricht in einer Analyse des Gedichts von „metrischen Unregelmäßigkeiten“. Die beiden Komponisten, Eisler und Dessau, haben allerdings keinen der Gedichtverse trochäisch interpretiert, sondern jeden Vers mit ein bis zwei unbetonten Silben begonnen.
Brecht hat diese Vorgehensweise, eine metrische Grundform rhythmisch frei zu variieren, öfter angewandt und in der Schrift Über reimlose Lyrik mit unregelmäßigen Rhythmen selbst näher beschrieben. Er gibt dort an, dass auch seine gereimten Gedichte nicht selten unregelmäßige Rhythmen aufweisen, und führt als Beispiel seine Legende vom toten Soldaten an, in der die zweiten Verse der Strophen insgesamt auf neun verschiedene Arten rhythmisiert seien.
Die schlicht wirkende Form mit ihren Variationen erinnert an die Moritaten von Frank Wedekind, einem frühen Vorbild Brechts, etwa Der Tantenmörder. Sie korrespondiert mit der Überschrift „Kinderlieder“, unter der das Werk in den Svendborger Gedichten eingeordnet war.

## Vertonungen
Hanns Eisler setzte das Gedicht auf der Basis einer Zwölftonreihe in Musik. Während die erste und dritte Strophe die Originalgestalt der Reihe aufweisen, wird in der zweiten Strophe ihre Umkehrung benutzt. Diese avancierte Behandlung, die mit dem „Liedchen“ in der von Eisler gewählten Überschrift kontrastiert, geschieht dem Musikwissenschaftler Thomas Phleps zufolge auf unauffällige, „unprätentiöse“ Weise, da die Klavierbegleitung eine Art „Pseudotonalität“ erzeugt, ohne sich den herkömmlichen Prinzipien der Tonalität zu fügen. Im Klavierzwischenspiel zwischen der ersten und zweiten Strophe sowie im Klaviernachspiel nach der dritten Strophe zitiert Eisler den Beginn des Dies irae, also den altehrwürdigen Hymnus auf das Jüngste Gericht, in scharf akzentuierten halben Noten. So kündigt sich zwischen den Zeilen schon der Tod an. Albrecht Dümling meint, dass Eisler mit dieser und anderen Kompositionen von Kinderliedern die „Möglichkeiten einer sangbaren Zwölftonmelodik“ erkundete.
Paul Dessau legte seiner Vertonung einen Bolero („dem Schauplatz gemäß“) mit Taktwechseln zwischen Dreiviertel- und Zweivierteltakt als rhythmisches Modell zugrunde. Er komponierte ein Strophenlied, in dem alle Strophen auf dieselbe Melodie gesungen werden; dabei achtete er auf leichte Sing- und Lernbarkeit, damit auch Kinder es ausführen konnten. Als Begleitung ist eine Gitarre oder ein Gitarrenklavier (ein mit Reißnägeln auf den Filzhämmern präpariertes Klavier, das einen gitarrenartigen Klang erzeugt) vorgesehen. Der letzte Vers jeder Strophe wird wiederholt und weicht überraschend von e-Moll in den phrygischen Modus aus, also eine archaisch anmutende Kirchentonart. Laut Fritz Hennenberg wünschte Dessau für diese Wiederholungen eine langsamere und leisere Ausführung; auch die gesamte letzte Strophe sollte piano gesungen werden. Dies sollte, so Hennenberg, den „aufreizenden musikalischen Leichtsinn“ des Bolero in Frage stellen.

## Rezeption
Brechts Gedicht fand frühzeitig Aufnahme in verschiedene Anthologien in beiden deutschen Staaten, unter anderem Hans-Heinrich Reuters Politische Gedichte der Deutschen aus acht Jahrhunderten (Leipzig 1960) und Heinz Pionteks Neue deutsche Erzählgedichte (Stuttgart 1964). Spätestens seit den 1970er Jahren ist es Bestandteil der Schullektüre und wird in diesem Sinn bis in die Gegenwart genutzt.

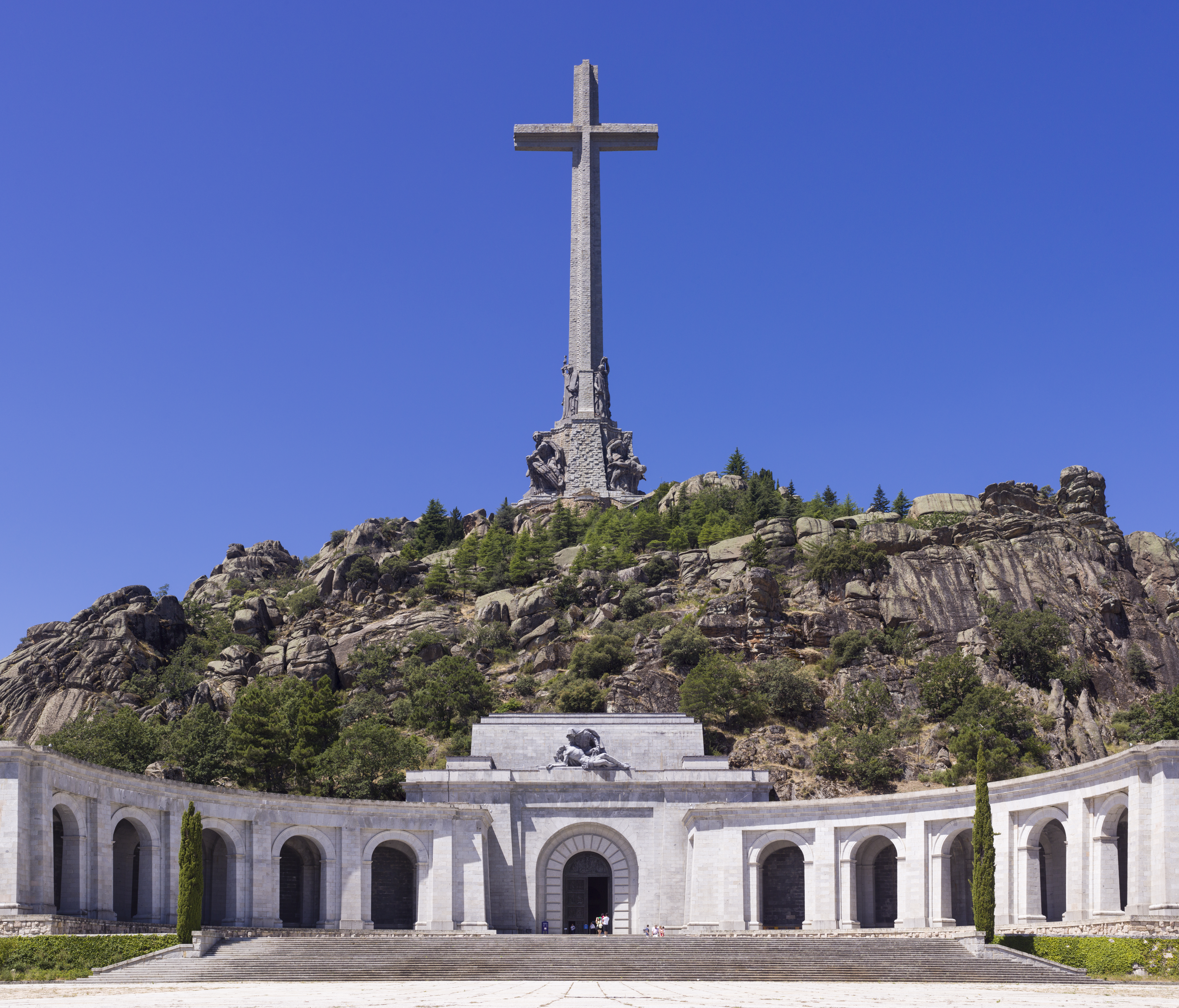
„Liegt im Quadaramamassiv“: das Valle de los Caídos, Mausoleum für die Kriegstoten der Falange

Mein Bruder war ein Flieger hat mehrfach auch jenseits literaturwissenschaftlicher und pädagogischer Befassung öffentliche Reflexionen angeregt. So stach Georg Pichler in einem Band über die Gegenwart der Bürgerkriegsvergangenheit in Spanien der Gegensatz zwischen dem kleinen, exakt bemessenen Raum ins Auge, den in Brechts Gedicht der Legion-Condor-Pilot erobert hat, und den gewaltigen Dimensionen der faschistischen Gedenkkultur, in diesem Fall der Basilika des Valle de los Caídos in der Sierra de Guadarrama, die Franco als Mausoleum für die Kriegstoten der faschistischen Seite errichten ließ.

## Ausgaben

### Text
- Pariser Tageszeitung, 2. Jg., Nr. 491 (17. Oktober 1937), S. 3.
- Svendborger Gedichte. Malik-Verlag, London 1939.
- Kalendergeschichten. Verlag Neues Leben, Berlin 1949.

### Noten
- Paul Dessau/Bertolt Brecht: 5 Kinderlieder. Thüringer Volksverlag, Erfurt 1950.
- Hanns Eisler: Spanisches Liedchen 1937. In: Lieder und Kantaten, Band 2. VEB Breitkopf und Härtel, Leipzig 1957, S. 117–118.

### Tonaufnahmen
- Paul Dessau/Bertolt Brecht: 5 Kinderlieder. Eterna, Berlin 1958. Sopran: Irmgard Arnold, Gitarrenklavier: Paul Dessau.
- Hanns Eisler/Bertolt Brecht: Lieder im Exil. Deutsche Schallplatten, Berlin 1981. Sopran: Roswitha Trexler, Klavier: Jutta Czapski. Aufgenommen 1977 in der Paul-Gerhardt-Kirche, Leipzig[22]